# Korte Marnixkade
De Korte Marnixkade is een straat in de Planciusbuurt Zuid in het stadsdeel Amsterdam-Centrum.

## Geschiedenis en ligging
De ongeveer 100 meter lange straat is gelegen op de noordelijke oever daar waar de Brouwersgracht de  Singelgracht in stroomt. De zuidelijke ingang behoort tot de Marnixkade. De straat heeft de vorm van een bolwerken en ligt ingeklemd tussen twee bruggen: de Willemsbrug in het noorden met het Haarlemmerplein en de Bullebak in het zuiden met de Korte Marnixstraat. Daar waar het plein en de straat drukke verkeersroutes zijn, is de Korte Marnixkade rustig. De kade kreeg haar naam op 17 januari 1894, gelijk met de Korte Marnixstraat; ze werden vernoemd naar de Marnixstraat en Marnixkade, indirect naar Filips van Marnix van Sint-Aldegonde.

## Gebouwen
Dat de straat kort is, valt af te leiden uit het aantal huisnummers: ze lopen aansluitend op van 1 tot en met 9. In een kwart cirkel staat negen herenhuizen bestaande uit vijf of zes bouwlagen gebouwd rond 1894. Een deel wordt nog gevormd door de zijgevels van gebouwen aan de Haarlemmerplein en Korte Marnixstraat. Onder die negen bevinden zich een ensemble van vier gelijkende gebouwen (5-8), een gemeentelijk monument (3) en het rijksmonument Korte Marnixkade 4. Overigens zijn de twee genoemde bruggen eveneens gemeentelijk monument.
Korte Marnixkade 3 is een recht-toe-recht-aan-gebouw, opgetrokken uit baksteen op een natuurstenen plint gebouwd met souterrain en vier woonetages. Het heeft een hoog uitgesneden portiek. De sluitstenen in de portiek bevatten enig beeldhouwwerk. In september 2004 werd het tot gemeentelijk monument verklaard.

## Kunst
Er is geen geregistreerde kunst in de openbare ruimte te vinden in dit korte straatje. Echter in het najaar van 2019 plaatste Street Art Frankey op de kademuur een slapende smurf, die de twee borden die zinkleidingen aangeven gebruikt als tekst in tekstballonnen (ZZ).

## Afbeeldingen

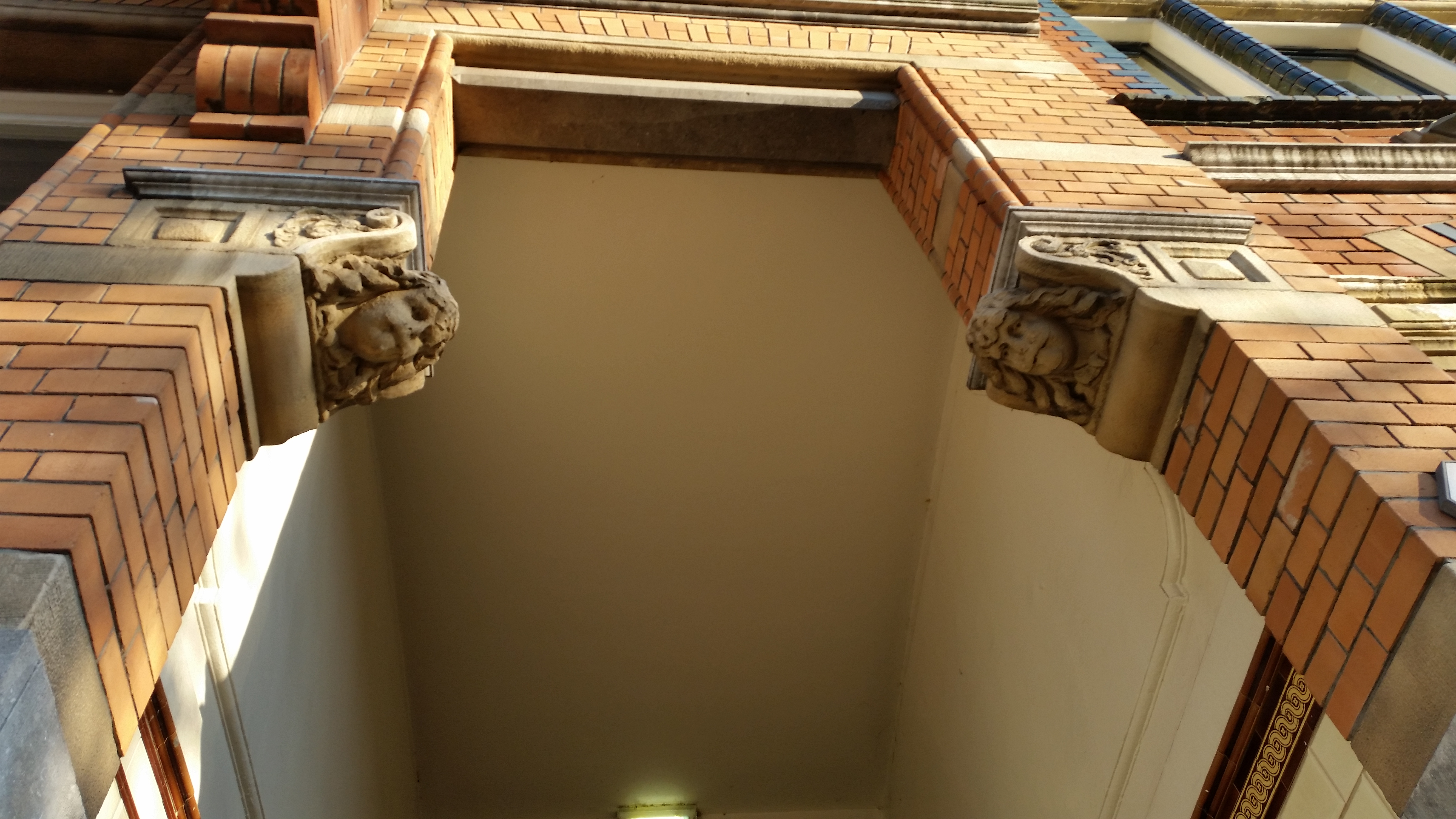
Portiek van huisnummer 3 (oktober 2019)

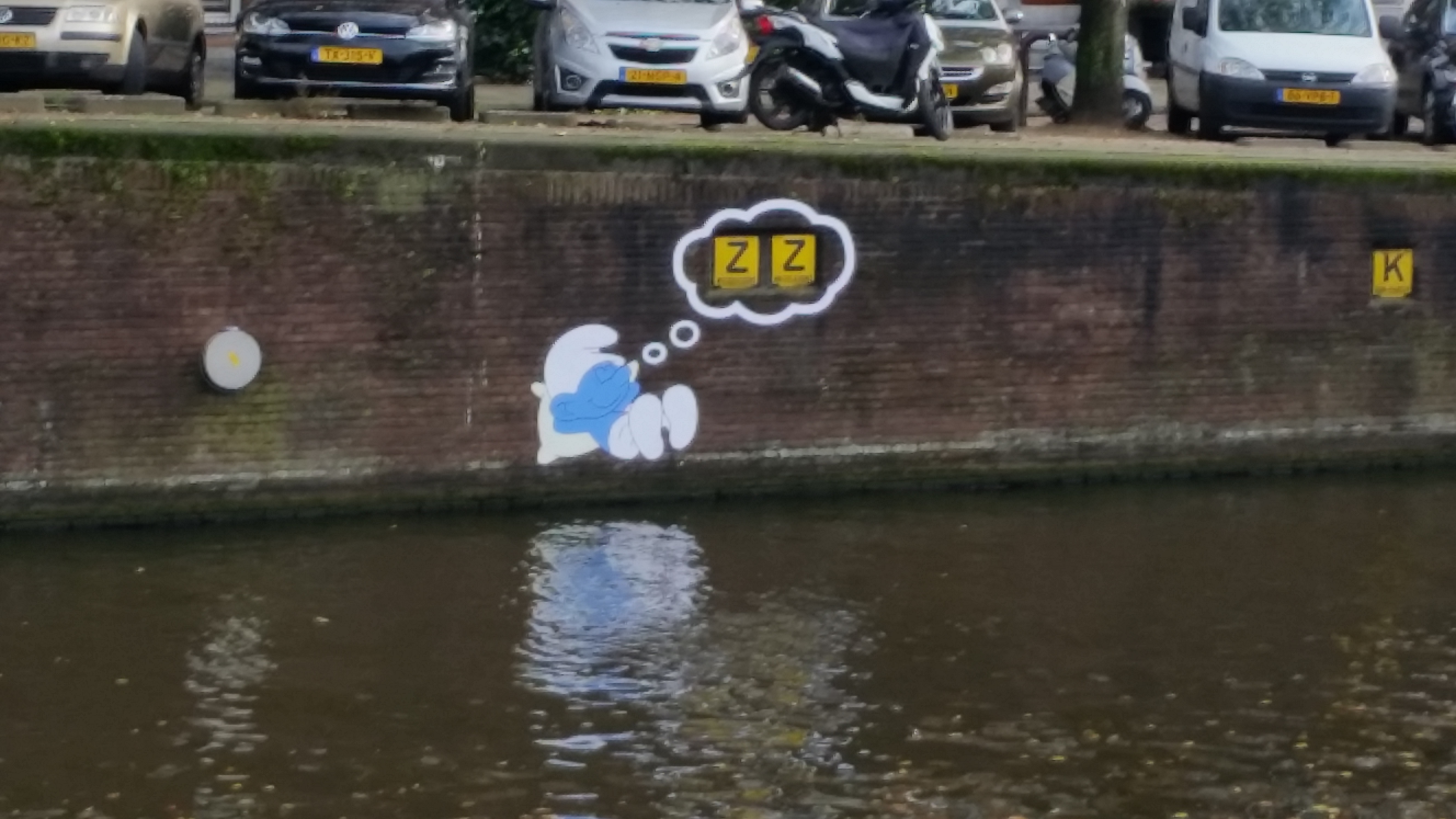
Smurf van Frankey (oktober 2019)